# René Hasler
René Hasler (Lucerna, 18 giugno 1948) è un ex calciatore svizzero, di ruolo centrocampista.

## Carriera
Vinse il campionato svizzero nel 1972, nel 1973 e nel 1980 e la Coppa di Svizzera nel 1970 e nel 1975.